# Krasnystaw Miasto
Krasnystaw Miasto – kolejowy przystanek osobowy w mieście Krasnystaw, w województwie lubelskim, w Polsce.
Przystanek obsługuje pociągi InterCity

## Ruch pasażerski
| Rok  | Wymiana pasażerska na dobę |
| ---- | -------------------------- |
| 2017 | 20-49                      |
| 2022 | 50-99                      |